# Mathilde Emden
Mathilde Emden geb. Kann (* 17. November 1843 in Frankfurt am Main; † 30. Mai 1910 in Hamburg-Altona) war eine deutsche Kauffrau und Mäzenin.

## Biografie
Emden war die Tochter des jüdischen Frankfurter Bankiers Moses Eduard Kann aus der alten Bankiersfamilie Kann und seiner Ehefrau Ester. Sie war seit 1873 verheiratet mit dem jüdischen Hamburger Kaufmann Jacob Emden (1843–1916), beide hatten Kinder u. a. den Kaufmann und Kunstsammler Max James Emden (1874–1940), der auch Anteile am Kaufhaus des Westens (KaDeWe) in Berlin besaß.
Sie war eine erfolgreiche Kauffrau. 1906 entstand das Seehospital mit 80 Betten im damals hamburgischen Cuxhaven durch die Nordheimstiftung. Das Hospital für Kinder wuchs beträchtlich. Als Mäzenin stellte Emden 1910 als Vermächtnis Mittel in einer Höhe von 300.000 Mark zur Verfügung und bis 1914 wurde das Mathilde-Emden-Haus fertig gestellt. Das heutige Helios-Seehospital Sahlenburg wollte das Haus als rheumatologische Tagesklinik verwenden.

## Ehrungen
- 2015 wurde der Mathilde Emden-Weg in Cuxhaven-Sahlenburg nach ihr benannt.[2]
- Das Mathilde-Emden-Haus in Sahlenburg trägt ihren Namen.[2]